# Promychlenniki

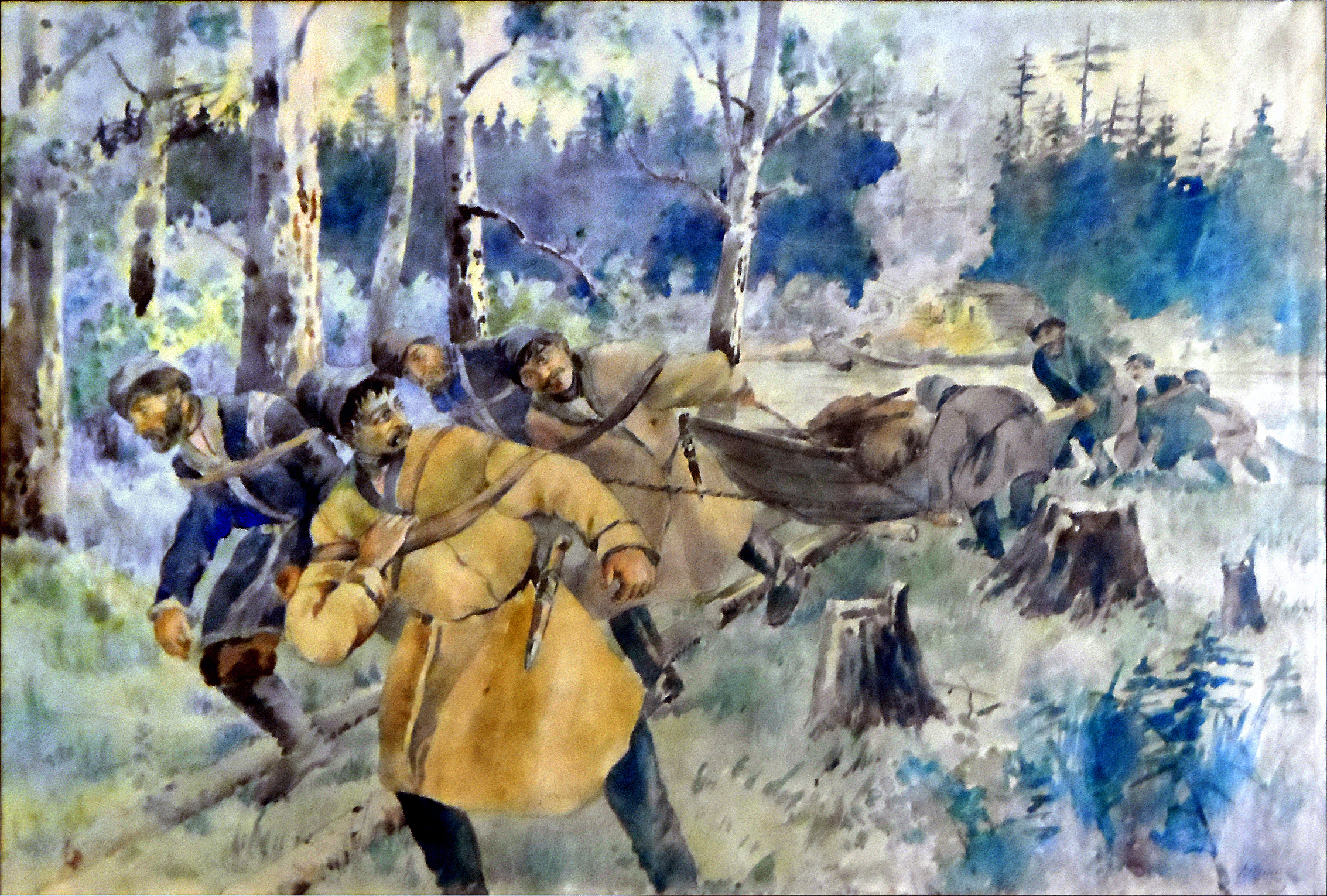
« L'avancée des Promychlenniki vers l'Est » par V.G. Vagner (1880-1942), basé sur un croquis par Dmitry Karatanov (1874-1952) ; collection du musée Krasnoyarsk Kray

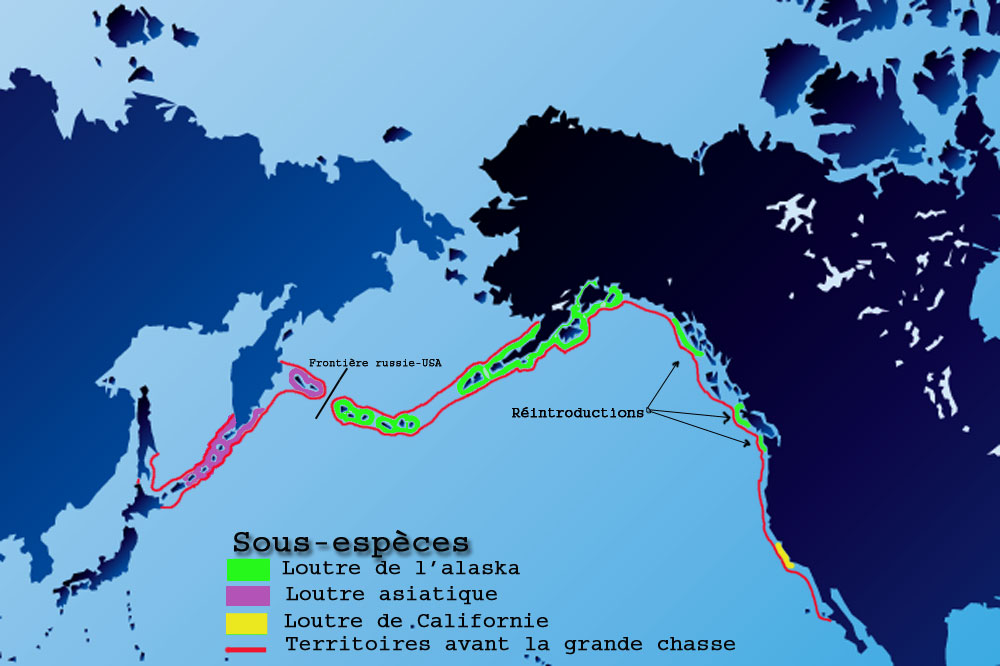
Carte des espèces de loutre de mer chassées

Les promychlenniki (en russe : промышленники, fabricants ou commerçants) sont des commerçants de fourrures russes ou sibériens qui se sont engagés dans la traite de la fourrure maritime en Sibérie et en Alaska dans les années 1790. 
Au début, ils travaillaient à contrat et dans les années 1820, le système change pour leur donner des salaires à la place de parties des recettes. Ils conservèrent leur nom, mais furent alors employés de la Compagnie russe d'Amérique.
Les promychlenniki ont été encouragés à prendre épouse parmi les populations indigènes,. La ville de Russkoe Ustye s'est développée avec l'installation des promychlenniki dans la Yakoutie où ils se sont mélangés principalement aux Youkaguirs. En Alaska, les promychlenniki se sont mélangés avec les Aléoutiennes.